# 濟夫塔
濟夫塔是埃及的城鎮，由西部省負責管轄，位於該國東北部尼羅河三角洲，面積410平方公里，主要農產品是亞麻，2006年人口93,740。
30°43′N 31°15′E / 30.717°N 31.250°E